# Raimond de Salg
Raimond de Salg (Salgues, 1300 – 1375) è stato un patriarca cattolico francese.
Nominato nel 1352 vescovo di Elne e nel 1361 arcivescovo di Embrun, ottenne nel 1364 l'ambita diocesi di Agen.
Negli ultimi anni fu inoltre patriarca titolare di Antiochia. Sul modello di Guglielmo di Montlauzun e di Zenzelino dei Cassani commentò il Liber sextus, le Clementine e le Estravaganti.